# 조선은 하나다
《조선은 하나다》는 조선민주주의인민공화국에서 창작된 성악곡이다.